# Biorno III da Suécia
Biorno III da Suécia (conhecido na Suécia como Björn Eriksson (Biorno, filho de Érico); em latim: Biornus) foi um dos reis da Suécia no período conhecido como lendário, tendo governado de 882 a 932). Era pai de Olavo II e Érico, o Vitorioso, e avô de Estirbiorno, o Forte, de acordo com a Saga de Hervör.
Está mencionado na "Lista dos regentes suecos" (Kungliga ättartal), incluída numa cópia tardia da Saga de Hervör, em contradição com a Gesta Hammaburgensis ecclesiae pontificum ("Atos dos Bispos da Igreja de Hamburgo") de Adão de Brema.
Segundo a Saga de Hervör, Biorno (Björn Eriksson) era filho de Érico Anundsson (Erik Anundsson), e pai de Olavo II (Olof Björnsson) e Érico VI (Erik Segersäll).
Adão de Brema omite Biorno (Björn Eriksson) e cita em seu lugar Emundo II da Suécia (Emund Eriksson). Estas duas personagens lendárias, sem base histórica, poderiam ter sido irmãos e reinado juntos em Upsália, em co-regência.
|  |  |  |  |  |  |  |  |  |  |                                   |                                   |                                   |                                   |                                   |                                   |  |  |  |  |  |  | Érico Anundsson Erik Anundsson        |  |  |  |  |  |  |  |                         |                         |                         |                         |                         |                         |  |  |
|  |  |  |  |  |  |  |  |  |  |                                   |                                   |                                   |                                   |                                   |                                   |  |  |  |  |  |  |                                       |  |  |  |  |  |  |  |                         |                         |                         |                         |                         |                         |  |  |
|  |  |  |  |  |  |  |  |  |  |                                   |                                   |                                   |                                   |                                   |                                   |  |  |  |  |  |  | Biorno, filho de Érico Björn Eriksson |  |  |  |  |  |  |  |                         |                         |                         |                         |                         |                         |  |  |
|  |  |  |  |  |  |  |  |  |  |                                   |                                   |                                   |                                   |                                   |                                   |  |  |  |  |  |  |                                       |  |  |  |  |  |  |  |                         |                         |                         |                         |                         |                         |  |  |
|  |  |  |  |  |  |  |  |  |  |                                   |                                   |                                   |                                   |                                   |                                   |  |  |  |  |  |  |                                       |  |  |  |  |  |  |  |                         |                         |                         |                         |                         |                         |  |  |
|  |  |  |  |  |  |  |  |  |  | Érico, o Vitorioso Erik Segersäll | Érico, o Vitorioso Erik Segersäll | Érico, o Vitorioso Erik Segersäll | Érico, o Vitorioso Erik Segersäll | Érico, o Vitorioso Erik Segersäll | Érico, o Vitorioso Erik Segersäll |  |  |  |  |  |  |                                       |  |  |  |  |  |  |  | Olavo II Olof Björnsson | Olavo II Olof Björnsson | Olavo II Olof Björnsson | Olavo II Olof Björnsson | Olavo II Olof Björnsson | Olavo II Olof Björnsson |  |  |

## Relações familiares
Foi filho de Érico IV Anundsson (? - 882) e pai de:
1. Olavo II (?–975) foi casado com Ingeborg Thrandsdotter. Reinou pelo curto período de 5 anos, cerca de 970 e 975.
2. Érico VI (945–995) foi o 2.º marido de Sigride, a Orgulhosa (anteriormente casada com Sueno I da Dinamarca), filha de Miecislau I (962–992). Foi um dos primeiros reis da Suécia, tendo reinado entre 970 e 995 e terá sido rei dos dinamarqueses entre 992 e 993. É considerado o 1.º rei que teve em seu poder a área que hoje inclui as regiões suecas de Sueônia, Gotalândia Ocidental e Oriental, ou seja, o território correspondente à Suécia durante a Idade Média.